# Настоящие носачи
О млекопитающем смотреть Носач.
Настоящие носачи, или рыбы-единороги (лат. Naso) — род морских рыб семейства хирурговых. Встречаются в тропических морях Индо-Тихоокеанской области, от Африки до Гавайев. Обитают на коралловых рифах, питаются в основном водорослями. Известны с эоцена.

## Виды
Род включает 20 видов:
- Naso annulatus
- Naso brachycentron
- Naso brevirostris
- Naso caeruleacauda
- Naso caesius
- Naso elegans
- Naso fageni
- Naso hexacanthus
- Naso lituratus
- Naso lopezi
- Naso maculatus
- Naso mcdadei
- Naso minor
- Naso reticulatus
- Naso tergus
- Naso thynnoides
- Naso tonganus
- Naso tuberosus
- Naso unicornis — Однорогая рыба-носорог, или настоящий носач
- Naso vlamingii